# Butiksåbningstid
Butiksåbningstid, altså den tid, hvor butikker kan forventes at være åbne, reguleres i mange lande af en lukkelov, der påbyder butikker at være lukket på bestemte tider. Den nugældende danske lukkelov ("Lukkeloven") hedder Lov om detailsalg fra butikker m.v.

## Andre lande

### Canada
I Canada reguleres åbningstider af hver provins eller territorium. I visse provinser er reguleringen overladt til kommunerne, men der er generelt ikke megen regulering af åbningstider.
Provinserne British Columbia, Alberta og Saskatchewan samt territorierne Yukon, Northwest Territories og Nunavut har slet ingen regler. I Nova Scotia må butikkerne være åbne når som helst, blot ikke på Remembrance Day (11. november).
I Manitoba, Ontario, Québec, New Brunswick, Prince Edward Island og Newfoundland og Labrador er åbningstiderne reguleret på søn- og helligdage. I Manitoba kræves føderal tilladelse for at holde åbent om søndagen mellem 12 og 18. New Brunswick kan man have åbent mellem august og nytår uden særskilt tilladelse.
Den fransktalende provins Québec har Canadas mest restriktive regler for butiksåbningstider. Generelt må butikker være åbne mandag-fredag 08:00–21:00, i weekenden 8:00–17:00.

### Israel
I Israel, hvor befolkningsflertallet er jøder, er butikkerne som regel åbne fra søndag til torsdag, da sabbatten varer fra fredag solnedgang til lørdag solnedgang.
Typiske butiksåbningstider:
- Søndag–torsdag

08:00 til 19:00
- Fredag

08:00 til 14:00
- Lørdag

Lukket (en del butikker åbner i nogle timer efter solnedgang)
- I alle storbyer kan nogle butikker, især ikke-jødiske, være åbne under sabbatten.
- Alt er lukket på jødiske helligdage, på nær i storbyer som Tel Aviv, men på Yom Kippur er der helt lukket.

### Storbritannien
De fleste butikker i Storbritannien må være åbne på alle tidspunkter, men i England og Wales må der kun være seks timer åbent om søndagen. I Skotland er der ingen regler.
Typiske butiksåbningstider:
- Mandag – lørdag

09:00/10:00 til 17:00/20:00
- Søndag

10:00/10:30 til 16:00/16:30

### Sverige
Sverige har ingen åbningstidsregler, bortset fra at Systembolaget skal have søndagslukket.

### Norge
De fleste butikker i Norge må være åbne på alle tidspunkter, undtagen om søndagen hvor der skal være lukket. Før 2003 var de maximale åbningstider 06:00 - 21:00 på hverdagene og 06:00 - 18:00 om lørdagen. Madbutikker og kiosker under 100 kvm. må altid holde åbent.
Typiske butiksåbningstider:
- Mandag – fredag

08:00/09:00 til 20:00/22:00
- Lørdag

08:00/09:00 til 18:00/20:00

### USA
Generelt har USA ingen regler for butiksåbningstider, undtagen en række delstater som forbyder salg af alkohol og/eller biler om søndagen. I en del countys og byer er det dog forbudt at have søndagsåbent.
Typiske butiksåbningstider:
- Mandag–lørdag

10:00 til 19:00/21:30
- Søndag

11:00/12:00 til 16:00/19:00 eller lukket